# Индустрија меса Матијевић
Предузеће за производњу и промет Индустрија меса “Матијевић” је организовано као Друштво са ограниченом одговорношћу са уделом од 100% приватног капитала. Основна делатност предузећа је производња и промет меса и месних прерађевина.
Матијевић ДОО из Новог Сада, од свог оснивања 1991. године као занатско трговачка радња “МИМ”. Данас, компанија броји више од 1700 запослених, од којих више од 1100 ради у 155 малопродајних објеката широм  Србије.
Предузеће у свом саставу има 106 привредних друштава из области пољопривреде, трговине и угоститељства. ИМ Матијевић д.о.о. заједно са тим предузећима чини један конгломерат, који обједињује 3.300 запослених. “Матијевић Аграр“ обрађује око 36.000 ха пољопривредног земљишта на територији Војводине и око 2.000 ха у Хрватској. Куповином чланских улога две пољопривредне задруге у Републици Хрватској, у Старим Јанковцима и Негославцима, са око 1.500 ха обрадивог земљишта, власник компаније ИМ Матијевић Петар Матијевић, постао је и највећи власник ораница у Хрватској.

## Производња
Индустријска производња је организована на једном месту и обавља се у новоизграђеним производно-складишним објектима са најсавременијом опремом за производњу и прераду меса и месних прерађевина.
Производни погони су грађени у последњих пар година, површине од 30.000 м², од којих посебно треба нагласити: 
- савремена линија клања крупне стоке капацитета од 1.500 јединица/8 сати
- савремена линија клања живине капацитета 4.500 комада/сат
- линија пандловања која по свом капацитету прати линију клања
- машинска обрада са линијом пуњења готових производа капацитета до 120 тона дневно
- погон трајне робе капацитета 300 тона месечно
- коморе за дубоко замрзавање капацитета до 3.000 тона

У индустријској производњи, погони су опремљени по најсавременијој технологији и просечно дневно производе око 120 тона готових производа, од чега се 95% реализује у сопствених 155 савремено опремљених малопродајних објеката у шездесет градова широм Србије, док се преосталих 5% производње реализује у велепродаји. Поред тога, организована је и сопствена служба за транспорт, са више од 100 специјализованих најмодерније опремљених возила за превоз живе стоке, живине и готових производа од индустријских погона до малопродајних објеката.

## Од њиве до трпезе
Концепт компаније Индустрије меса Матијевић је базиран на принципу „Од њиве до трпезе”, што подразумева да животиње хране са 100% макрокомпонентама произведеним на њивама компаније, а купују само премиксе који учествују са 5% потреба.

## Безбедност хране
Индустрија меса Матијевић ДОО Нови Сад је самим ступањем на снагу обавезе примене ХАЦЦП система у прерађивачкој прехрамбеној индустрији, имала већ применљив и уређен систем менаџмента за безбедност хране и хигијене радног простора.

## Заштита животне средине
Управљање отпадом у компанији регулисано је интерним актима у складу са постојећом законском регулативом и уговорима са овлашћеним оператерима, којима се унапређује одржив систем управљања свим врстама отпада који се генерише у радним процесима.